# Charles Bulfinch
Charles Bulfinch (ur. 8 sierpnia 1763 w Bostonie, zm. 4 kwietnia 1844 tamże) – amerykański architekt.

## Życiorys
Studiował matematykę i rysunek na Uniwersytecie Harvarda w latach 1778–1781, w 1784 roku uzyskał tytuł naukowy magistra. W latach 1785–1787 odbył podróż po Europie, odwiedzając m.in. Londyn i Paryż. Za namową Thomasa Jeffersona sporządzał szkice i rysunki najważniejszych budynków Francji i Włoch z różnych epok.
W 1791 roku został członkiem Amerykańskiej Akademii Sztuk i Nauk. W latach 1799–1817 pełnił funkcję przewodniczącego Rady Miasta Boston. Przebudował centrum Bostonu w stylu neoklasycznym. W latach 1817–1830 był naczelnym budowniczym Kapitolu w Waszyngtonie.

## Galeria

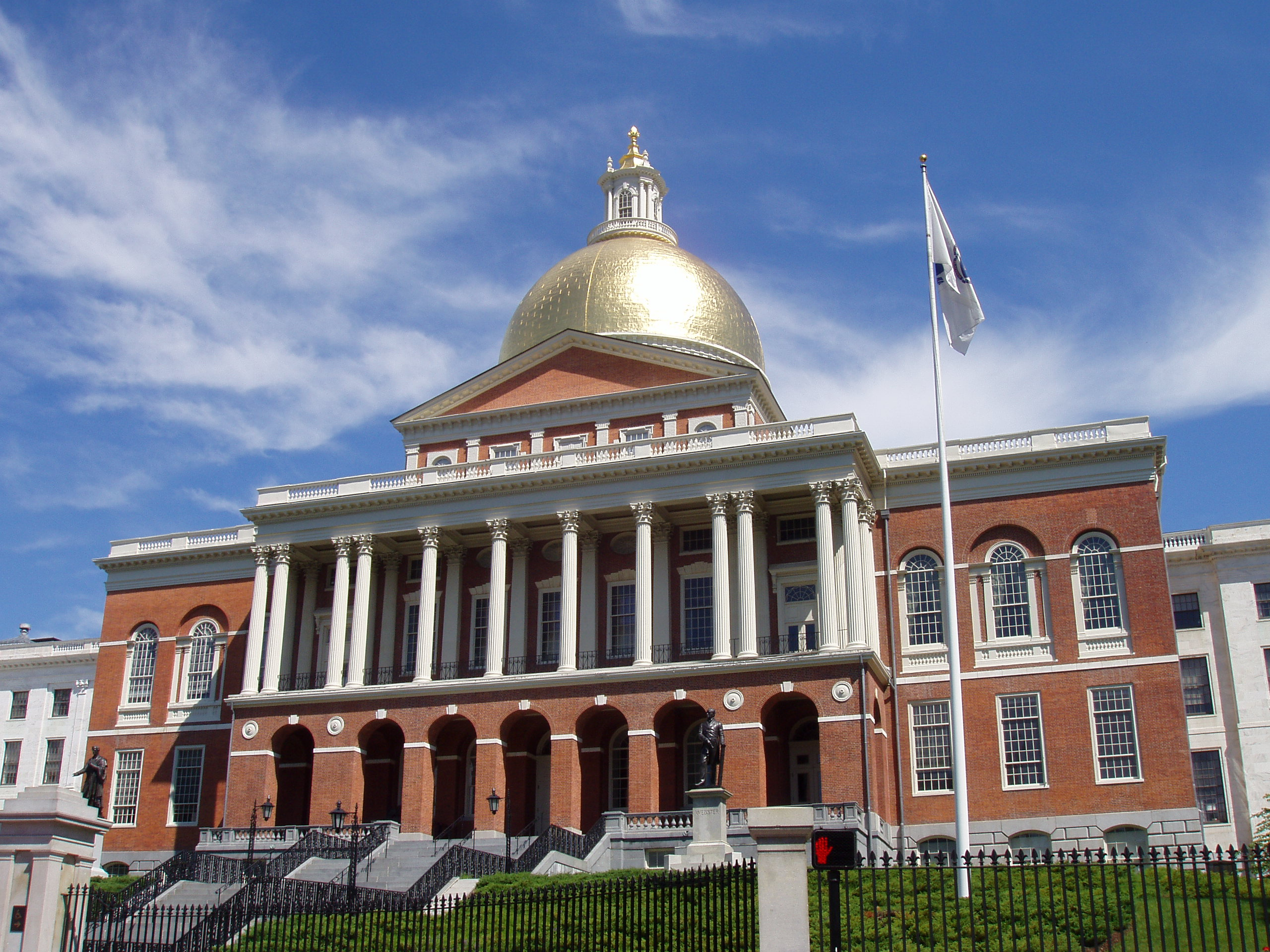
Kapitol stanu Massachusetts
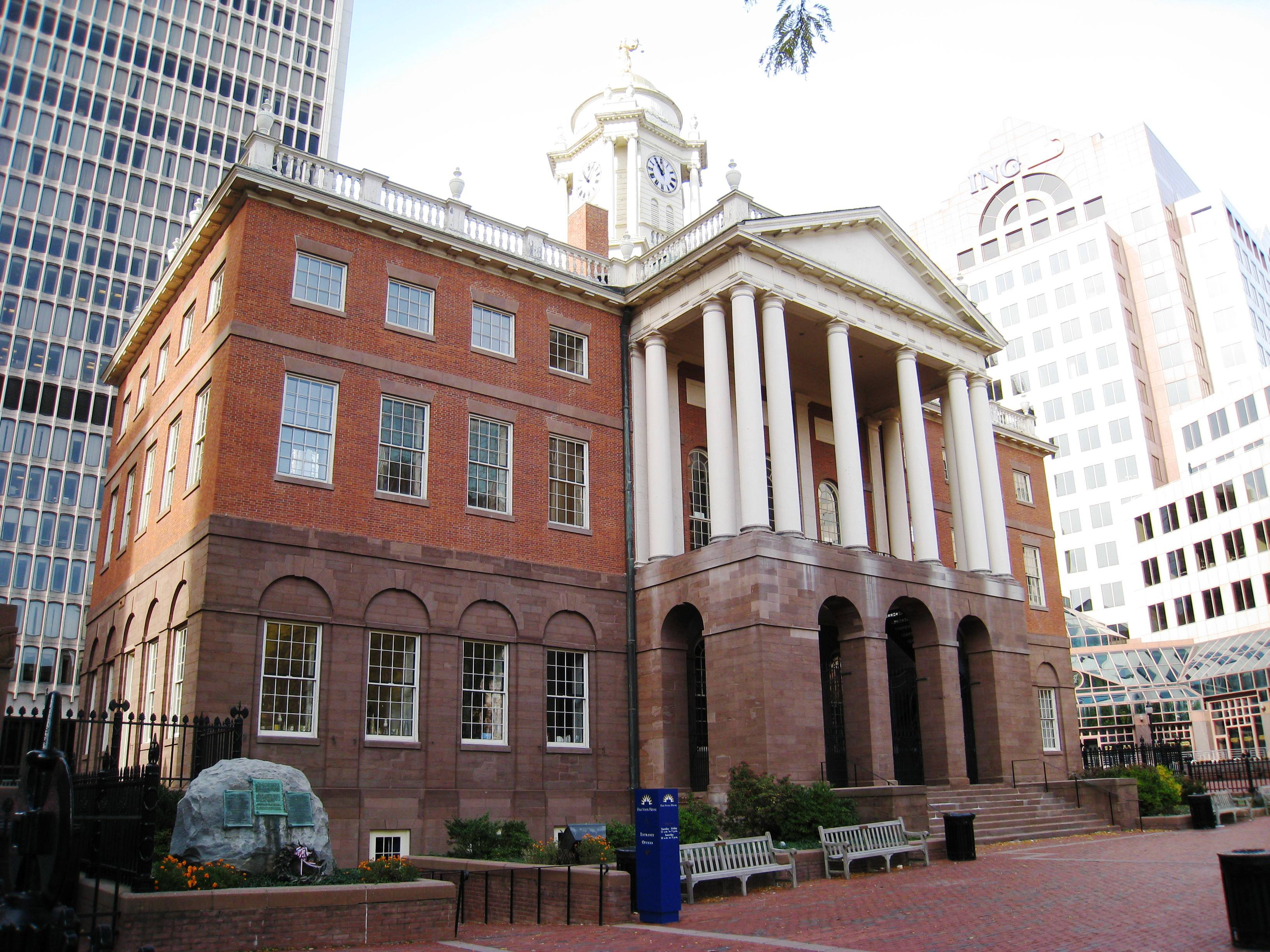
Dawny kapitol stanu Connecticut
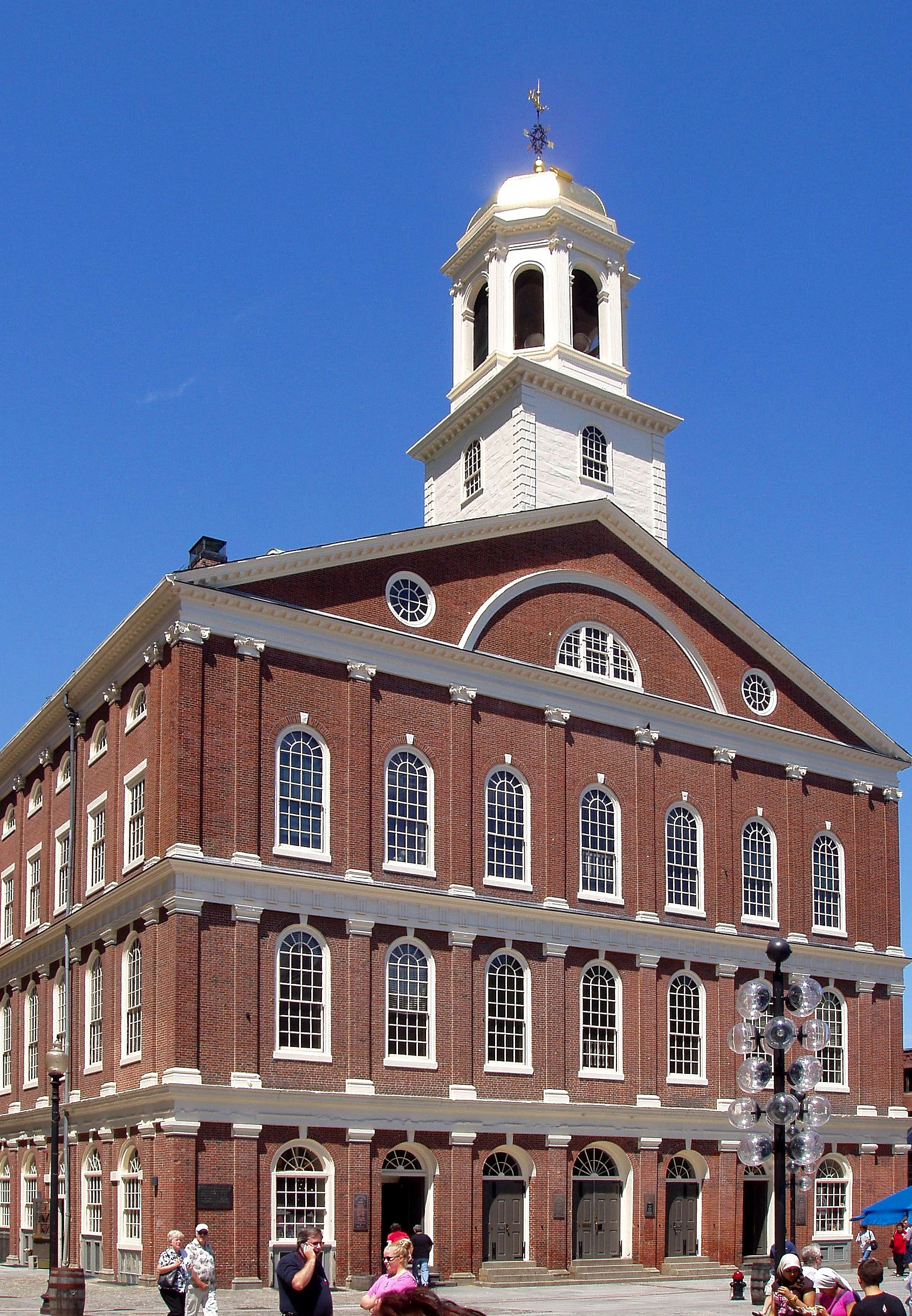
Faneuil Hall
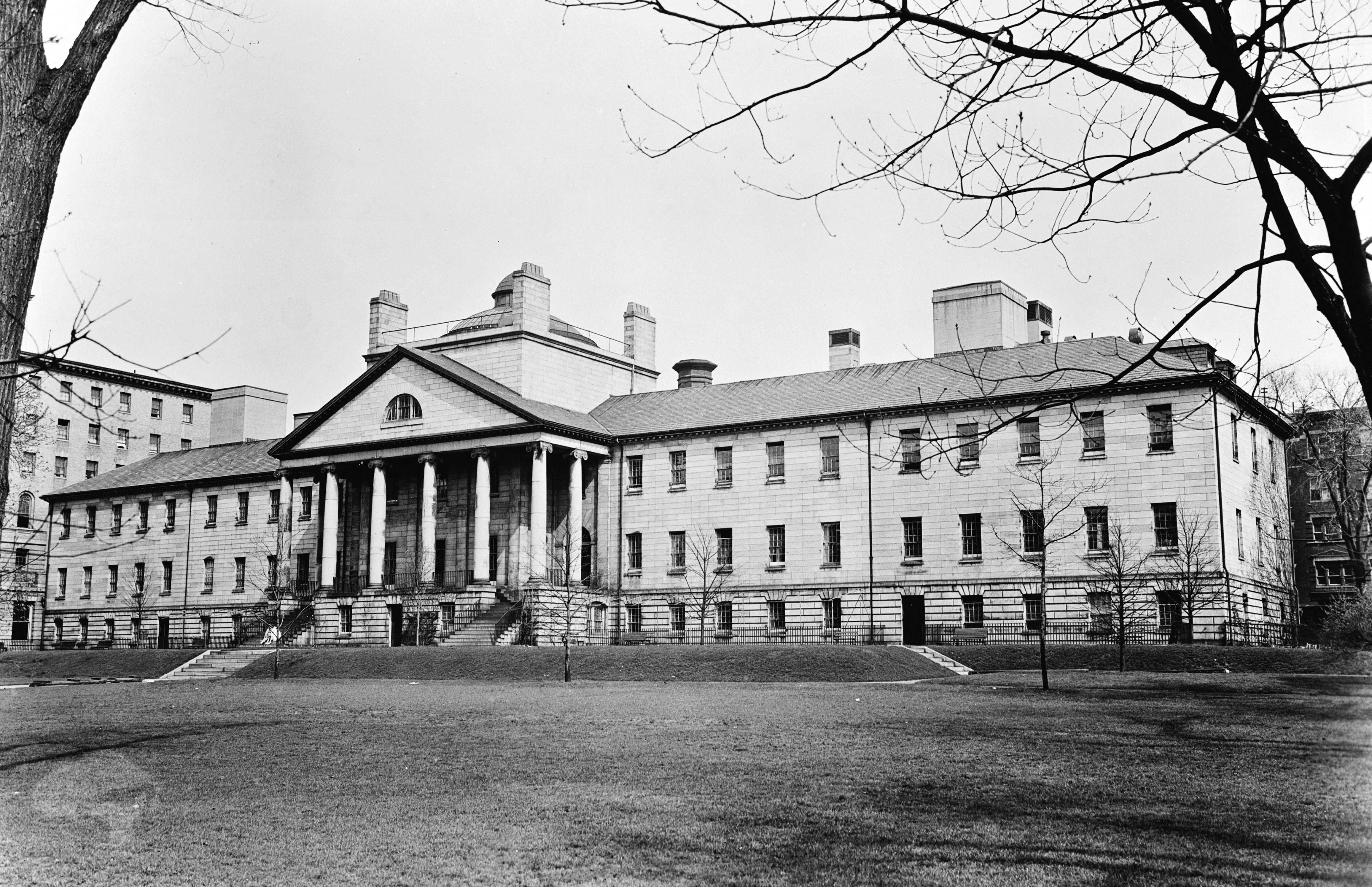
Szpital Generalny stanu Massachusetts
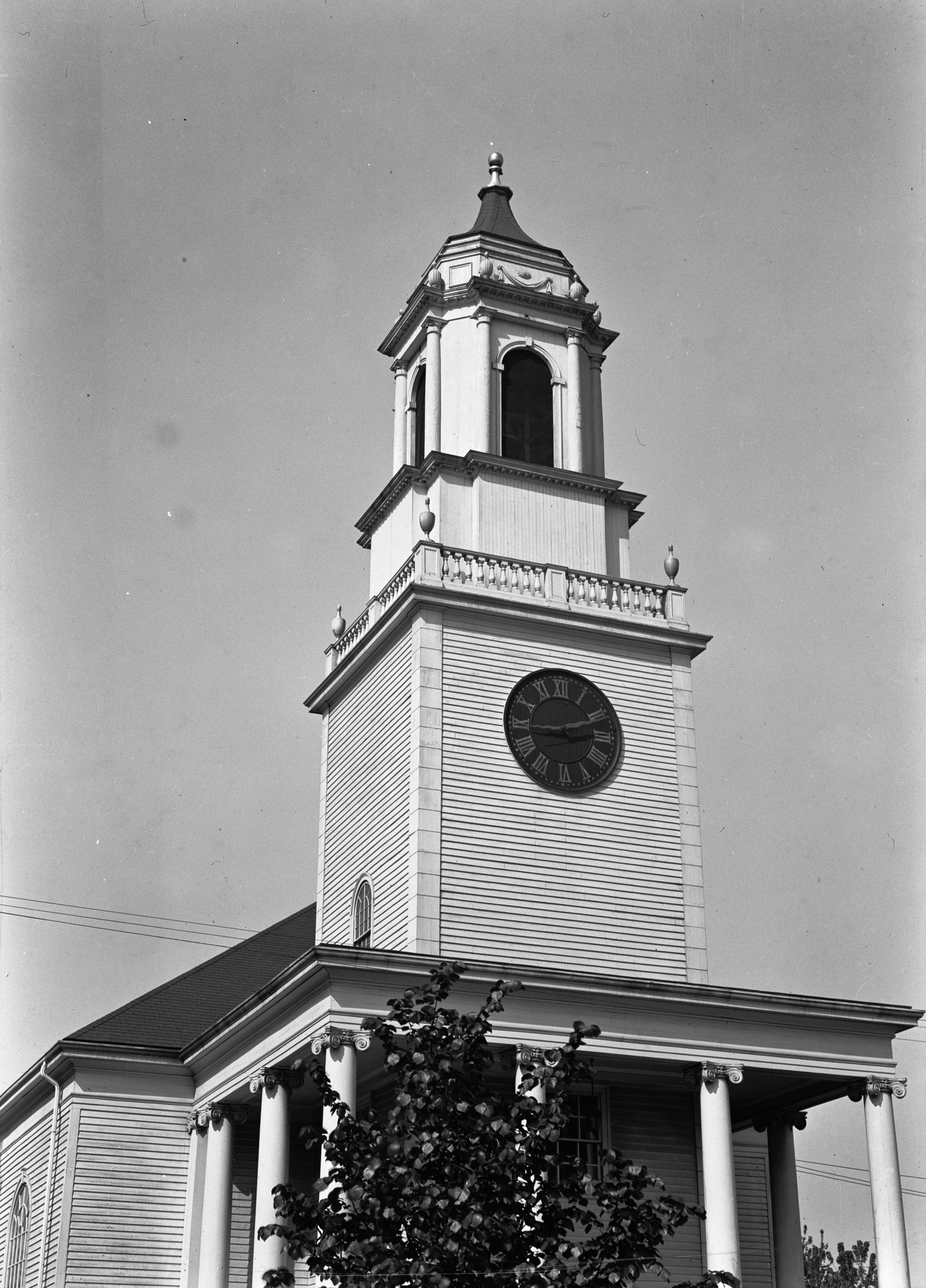
Wieża w miejscowości Arlington
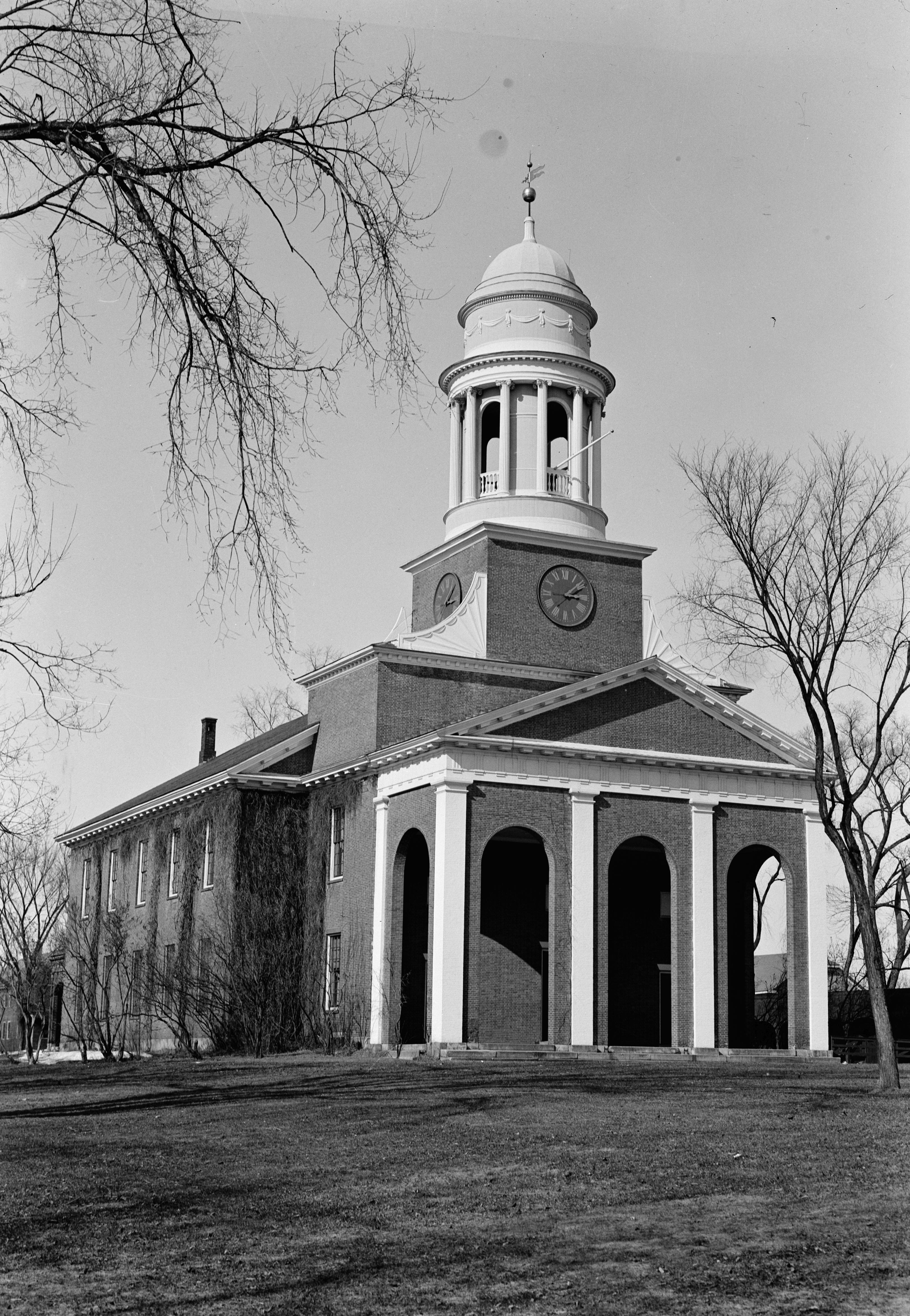
Pierwszy Unitarny Kościół Chrystusowy w Lancaster
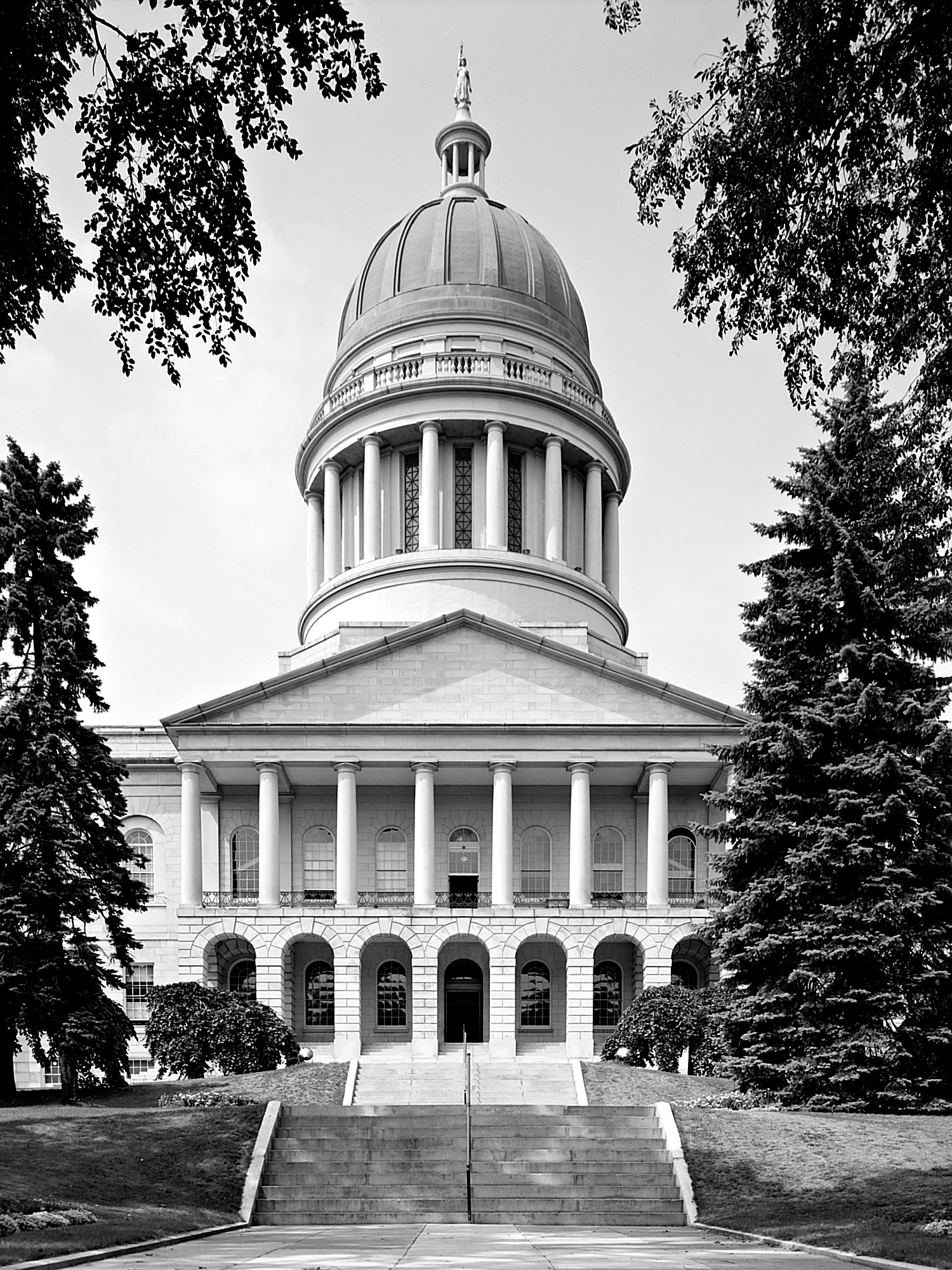
Kapitol stanu Maine
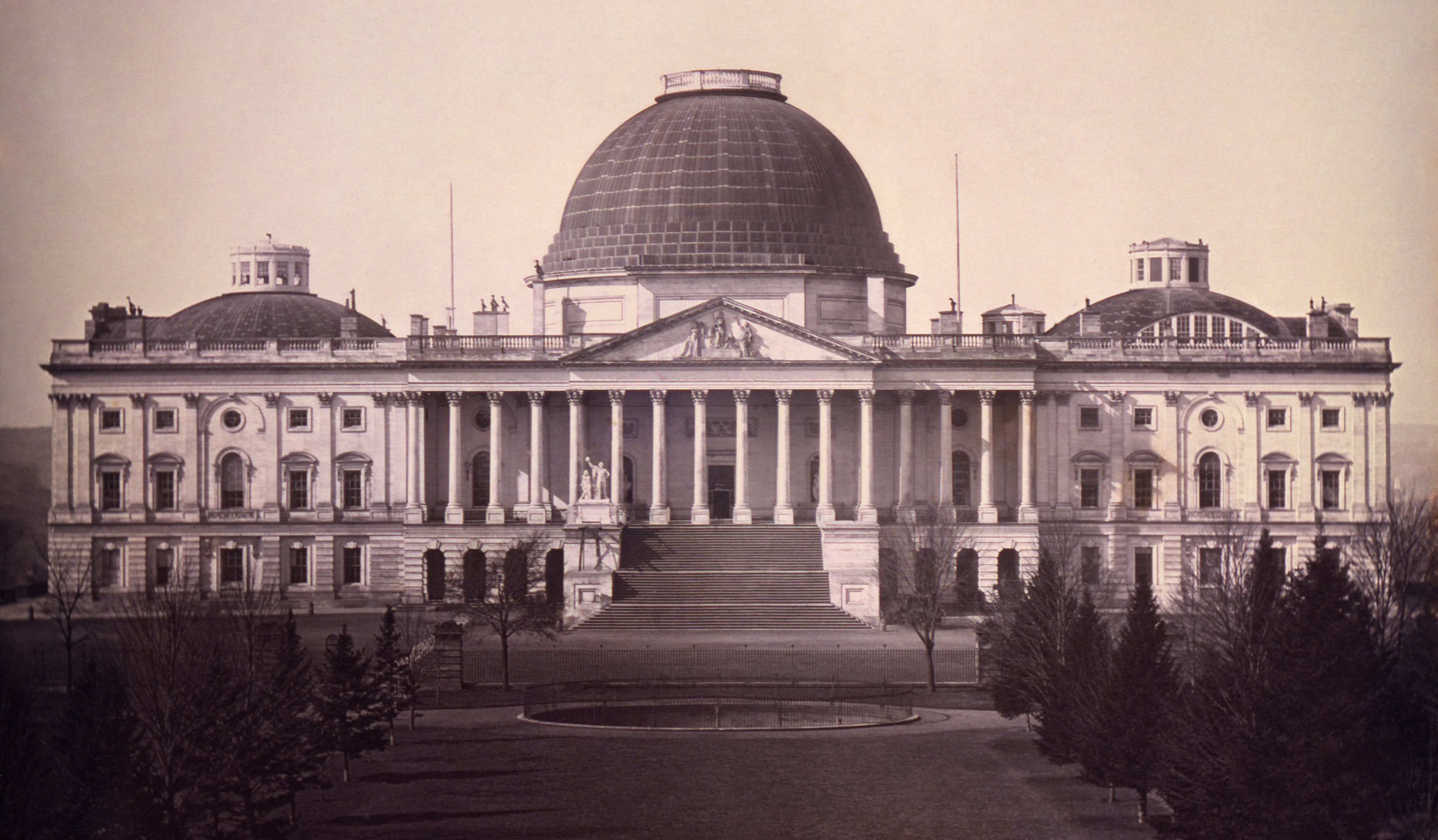
Kapitol Stanów Zjednoczonych w 1846 roku
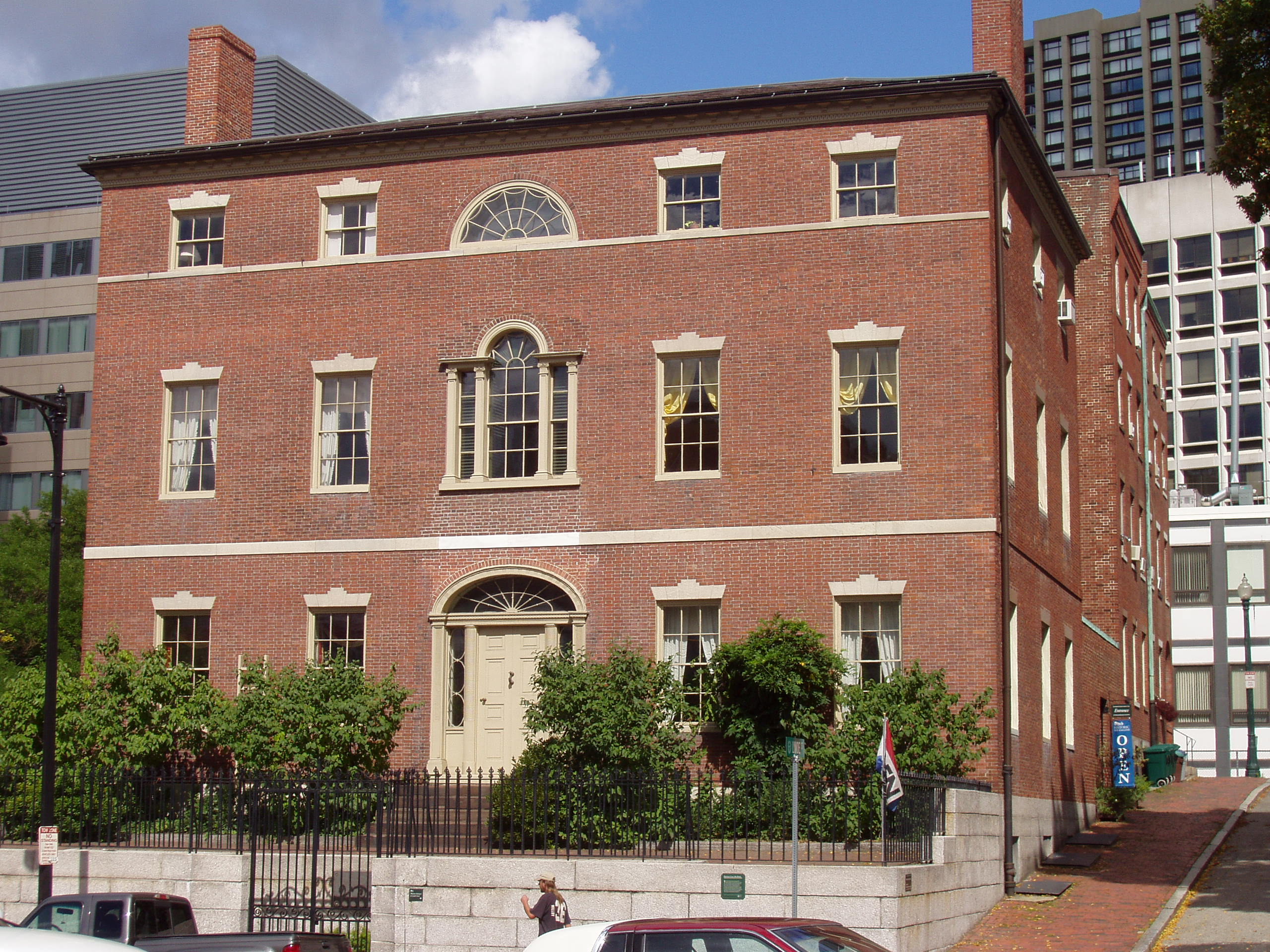
Pierwszy dom Harrisona Graya Otisa
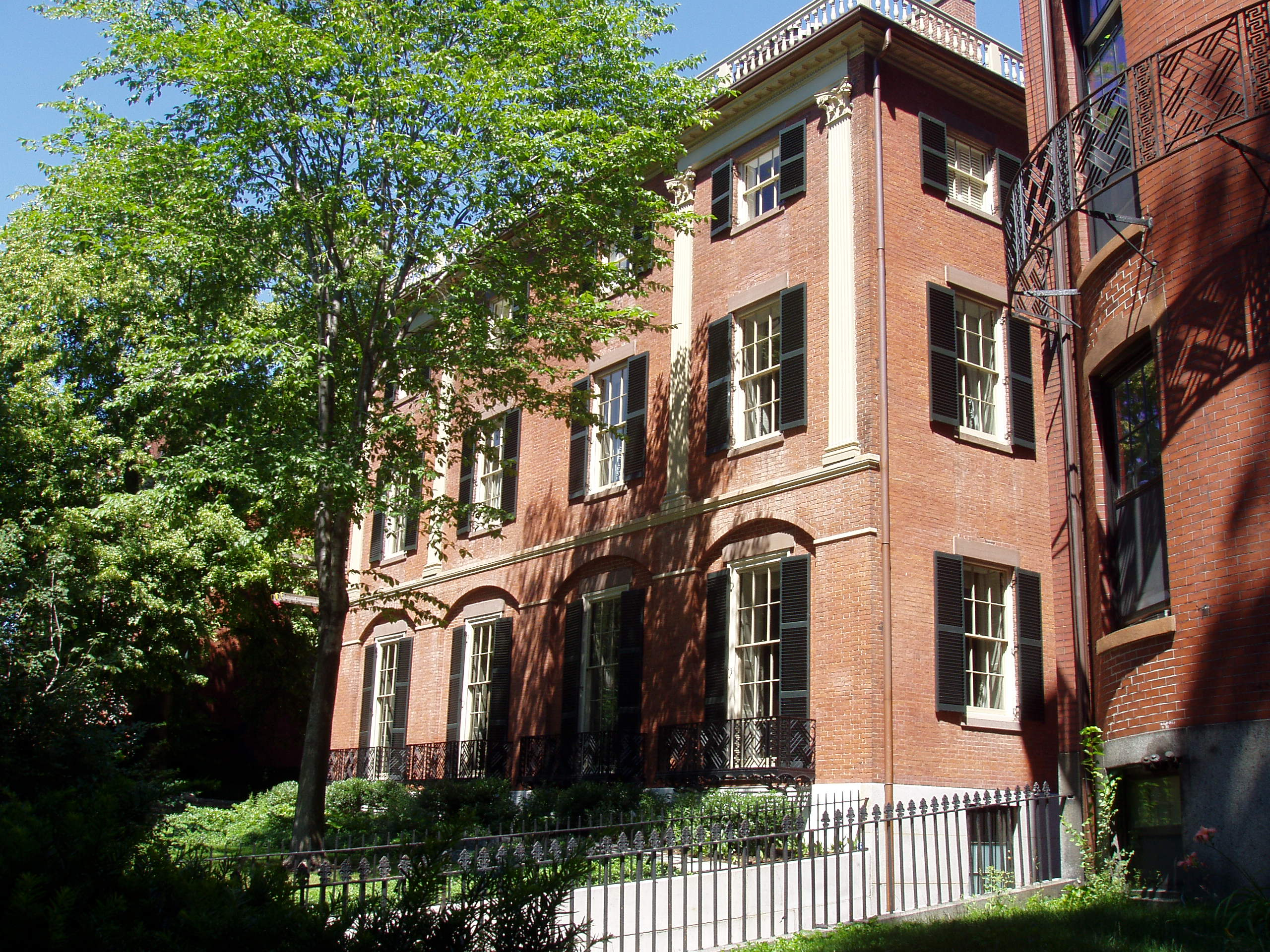
Drugi dom Harrisona Graya Otisa